# Lech. Gazeta Gnieźnieńska
Lech Gazeta Gnieźnieńska – pierwsza polska gazeta codzienna wydawana w Gnieźnie od października 1895 do 1 września 1939. Nosiła podtytuł: codzienne pismo polityczne dla wszystkich stanów. Wychodziła od wtorku do niedzieli. Gazeta była spółką wydawniczą z udziałem polskich przedsiębiorców, kupców i działaczy niepodległościowych.
Pismo początkowo nazywało się „Gazeta Gnieźnieńska”, ale od 1896 zmieniono nazwę na „Lech Gazeta Gnieźnieńska”. Pierwszym redaktorem był Józef Chociszewski a ostatnim Stanisław Miklejewski senior dziennikarstwa wielkopolskiego. Treści dziennika zawierały informacje ze świata, kraju oraz regionu. Ideowo pismo miało charakter narodowo-demokratyczny. W grudniu 1914 do 1918 władze pruskie zakazały wydawania gazety. Po odzyskaniu niepodległości wznowiono edycję, która trwała do wybuchu II wojny światowej. „Lech” posiadał swoje agendy w Kłecku, Niechanowie, Powidzu, Witkowie oraz Trzemesznie. Od 1924 wydawano raz w tygodniu dodatek dla młodzieży „Leszek”, a od 1925 Tygodnik krajoznawczo-informacyjny „Lechita”.
Dziennikarzami i redaktorami „Lech” byli m.in.: Zenon Lewandowski (1859-1927), Ludwik Gayzler (1831-1911), Stefan Polcyn (1873-1925), Józef Ulatowski (1860-1934), Piotr Paliński (1853-1950), Tadeusz Michał Powidzki (1880-1960), Jan Szwemin (1881-1952), Jan Teska (1876-1945), Antonii Konieczny (1887-1940), Andrzej Władysław Różański (1887-1956).

## Przypisy

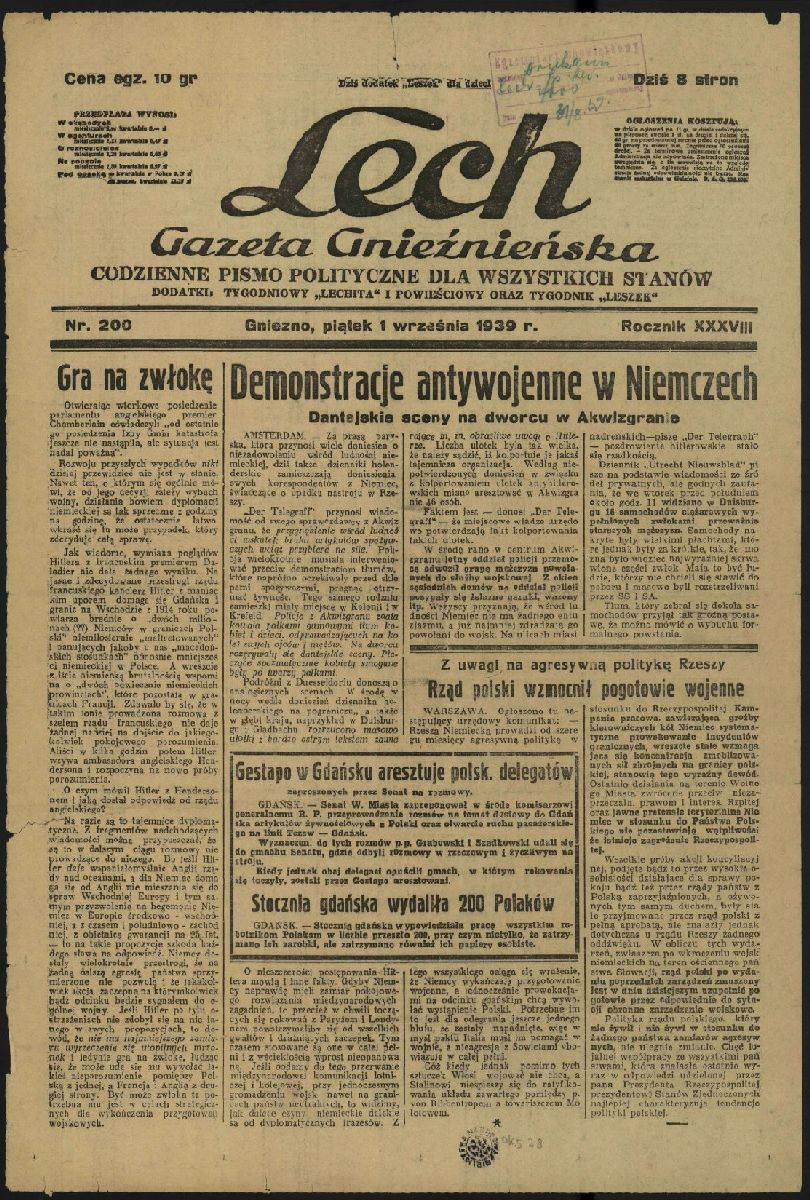
numer z 1 września 1939 – prawdopodobnie ostatni numer gazety